# Longacre Theatre
Il Longacre Theatre è un teatro di Broadway sito nel quartiere di Midtown Manhattan a New York.

## Storia
Progettato dall'architetto Henry Beaumont Herts, il teatro ha aperto al pubblico nel 1913. Il Longracre Theatre fu inaugurato da una produzione della commedia Are You a Crook? di William Hurlbut e Frances Whitehouse. Il teatro fu successivamente utilizzato come uno studio televisivo e radiofonico durante gli anni quaranta e cinquanta, prima di affermarsi esclusivamente per la sua attività teatrale a partire dagli anni sessanta. Nel 1961 il teatro ospitò la prima statunitense de Il rinoceronte di Ionesco, mentre nel 1975 il Longacre allestì la produzione originale della commedia di Terrence McNally The Ritz con il Premio Oscar Rita Moreno.
Nel 1980 il teatro vide il debutto del dramma Figli di un dio minore sulle proprie scene, mentre nel 1995 Zoe Caldwell interpretò Medea in un acclamato allestimento della tragedia di Euripide. Nel 1997 il Longacre ospitò invece la prima di Broadway del dramma Premio Pulitzer The Young Man From Atlanta. Nel 2005 è stata invece la volta di un acclamato allestimento di Chi ha paura di Virginia Woolf? con Kathleen Turner, mentre nel 2014 James Franco vi ha fatto il suo debutto a Broadway in un adattamento teatrale di Uomini e topi.